# Hold On (canción de Justin Bieber)
«Hold On» es una canción del cantante canadiense Justin Bieber. Se lanzó como cuarto sencillo del sexto álbum de estudio de Bieber, Justice, por Def Jam Recordings el 5 de marzo de 2021.

## Composición
La canción fue escrita por Bieber junto a Ali Tamposi, Jon Bellion, Luiz Bonfa, Walter De Backer y los productores Andrew Watt y Louis Bell.

## Video musical
El video de «Hold On» se lanzó el 5 de marzo de 2021 junto con la canción y fue protagonizado por Bieber y Christine Ko.

## Créditos y personal
Créditos adaptados de Tidal.
- Justin Bieber – voz principal, coros, composición
- Andrew Watt – composición, producción, coros, bajo, guitarra
- Louis Bell – composición, producción, coros, programación
- Alexandra Tamposi – composición, coros
- Jonathan Bellion – composición, coros
- Luiz Bonfa – composición
- Walter De Becker – composición
- Colin Leonard – masterización
- Josh Gudwin – mezcla
- Heidi Wang – asistente de mezcla
- Devin Nakao – grabación
- Paul Lamalfa – grabación

## Posicionamiento en listas
| Listas (2021)                             | Mejor posición |
| ----------------------------------------- | -------------- |
| Alemania (Official German Charts)         | 37             |
| Australia (ARIA)                          | 6              |
| Austria (Ö3 Austria Top 40)               | 20             |
| Bélgica (Ultratop 50) Flanders            | 25             |
| Canadá (Canadian Hot 100)                 | 7              |
| Corea del Sur (Gaon)                      | 133            |
| Dinamarca (Tracklisten)                   | 6              |
| Eslovaquia (Rádio Top 100)                | 41             |
| Eslovaquia (Singles Digitál Top 100)      | 13             |
| España (PROMUSICAE)                       | 100            |
| Estados Unidos (Billboard Hot 100)        | 20             |
| Estados Unidos (Mainstream Top 40)        | 35             |
| Francia (SNEP)                            | 120            |
| Global 200 (Billboard)                    | 4              |
| Hungría (Single Top 40)                   | 15             |
| Hungría (Stream Top 40)                   | 16             |
| Irlanda (IRMA)                            | 16             |
| Japón (Japan Hot 100)                     | 68             |
| Noruega (VG-lista)                        | 7              |
| Nueva Zelanda (RMNZ)                      | 22             |
| Países Bajos (Dutch Top 40)               | 9              |
| Países Bajos (Single Top 100)             | 6              |
| Portugal (AFP)                            | 37             |
| Reino Unido (UK Singles Chart)            | 10             |
| República Checa (Singles Digitál Top 100) | 21             |
| Singapur (RIAS)                           | 6              |
| Suecia (Sverigetopplistan)                | 28             |
| Suiza (Schweizer Hitparade)               | 29             |

## Certificaciones
| País (organismo certificador) | Certificación | Unidades certificadas |
| ----------------------------- | ------------- | --------------------- |
| Australia (ARIA)              | Oro           | 35 000                |

## Historial de lanzamiento
| País   | Fecha              | Formato                      | Discográfica | Ref          |
| ------ | ------------------ | ---------------------------- | ------------ | ------------ |
| Varios | 1 de enero de 2021 | Descarga digital y streaming | Def Jam      | [ 8 ] [ 37 ] |